# Apterodina
Apterodina es un género de coleóptero de la familia Chrysomelidae.

## Especies
Las especies de este género son:
- Apterodina bechynei Flowers, 2004
- Apterodina ruminyahui Flowers, 2004